# Bryne Stadion
Il Bryne Stadion è un impianto sportivo multifunzione situato a Bryne in Norvegia. È usato perlopiù per partite di calcio ed è lo stadio dove gioca il Bryne Fotballklubb.
La capacità è di 2700 posti a sedere.